# Anasimus fugax
Anasimus fugax is een krabbensoort uit de familie van de Inachoididae. De wetenschappelijke naam van de soort werd in 1880 voor het eerst geldig gepubliceerd door Alphonse Milne-Edwards.